# Deflegmator
Un deflegmator este un condensator, care condensează vaporii și îi înapoiază pe aceștia, înaintea condensatorului propriu-zis, cazanului de fierbere. Prin acest procedeu se creează o separare mai complexă al vaporilor, pentru că printr-o simplă distilare nu se separă complet două sau mai multe substanțe. Aceasta înseamnă că vaporii constau încă dintr-un amestec.
Ca să treacă doar lichidul dorit care fierbe mai repede, deflegmatorul se va încălzi puțin mai mult decît punctul de fierbere al lichidului respectiv. Lichidul care fierbe mai greu, este condensat în deflegmator și intră înapoi în cazanul de fierbere.